# Pasargad (Verwaltungsbezirk)
Pasargad (persisch شهرستان پاسارگاد) ist ein Schahrestan in der Provinz Fars im Iran. Er enthält die Stadt Saadatschahr, welche die Hauptstadt des Verwaltungsbezirks ist.

## Kreise
- Zentral (بخش مرکزی)
- Hakhamanesch (بخش هخامنش)

## Demografie
Bei der Volkszählung 2016 betrug die Einwohnerzahl des Schahrestan 30.118. Die Alphabetisierung lag bei 85 Prozent der Bevölkerung. Knapp 62 Prozent der Bevölkerung lebten in urbanen Regionen.
| Zensusjahr | Einwohnerzahl |
| ---------- | ------------- |
| 2011       | 31.504        |
| 2016       | 30.118        |